# Aanbidding der Koningen (navolger van Jheronimus Bosch, Philadelphia)
De Aanbidding der koningen is een schilderij van een navolger van de Nederlandse schilder Jheronimus Bosch in het Philadelphia Museum of Art in Philadelphia.

## Voorstelling
Het stelt het Driekoningen-verhaal voor. Op de mouw van de koning uiterst rechts is het oudtestamentische verhaal van de mannaregen afgebeeld. Hiermee verbindt de schilder de voorstelling met de eucharistie, want in het Evangelie volgens Johannes zegt Jezus: "Ik ben het Brood des levens". Het feit dat elke koning een monstrans als geschenk draagt, waarmee de schilder overigens breekt met de bestaande iconografische traditie, verwijst eveneens naar de eucharistie. Om aan te geven dat het hier om een winterse voorstelling gaat, is links op de voorgrond een kaal boompje afgebeeld. Bovenin loopt het lenteleven echter alweer uit. Volgens Bosch-kenner Charles de Tolnay verwijst de schilder hiermee naar de inluiding van een nieuw leven.

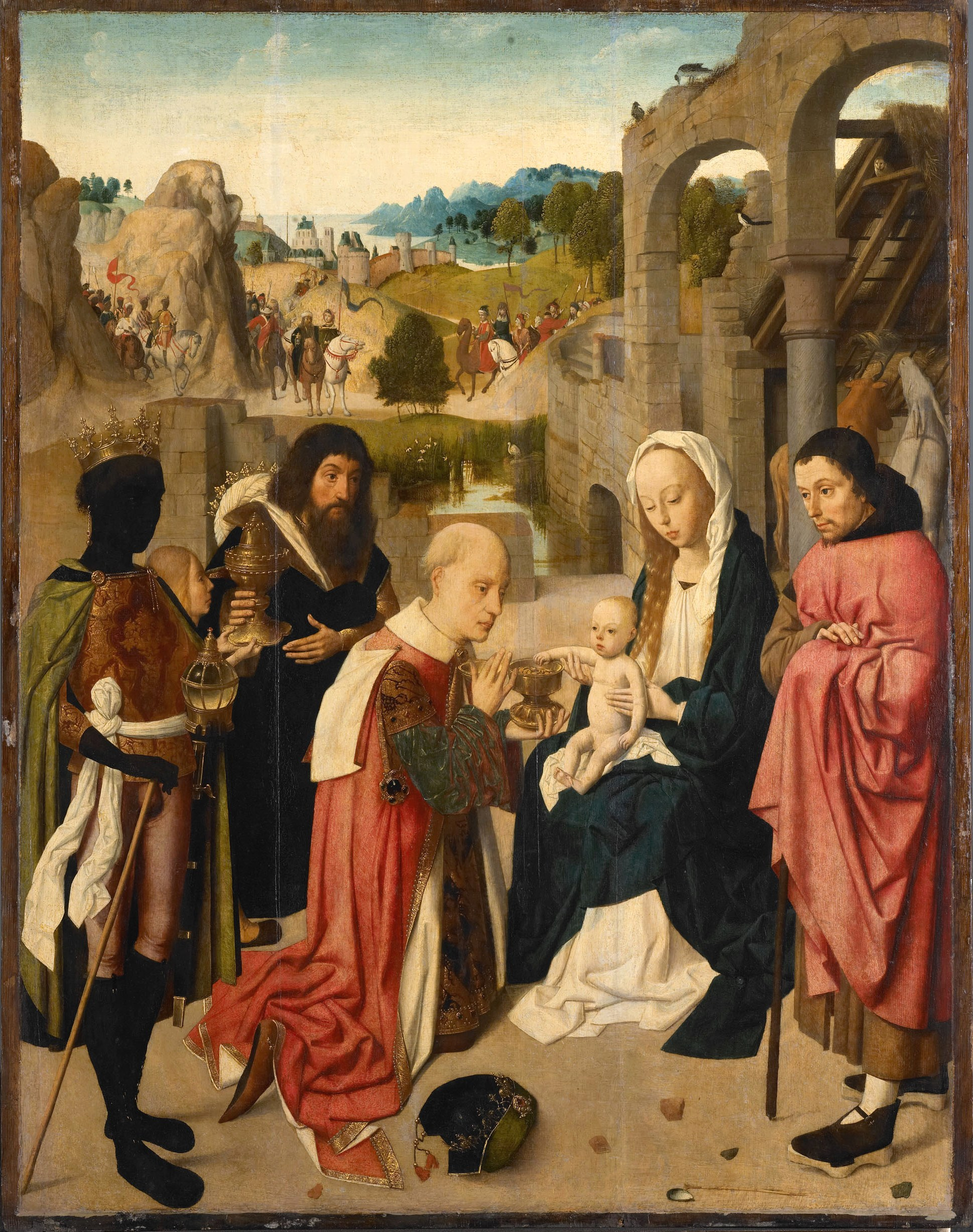
Geertgen tot Sint Jans. De aanbidding der koningen. Ca. 1490. Amsterdam, Rijksmuseum Amsterdam.

## Datering en toeschrijving
Omdat het qua opbouw overeenkomt met vergelijkbare schilderijen van Dirk Bouts (ca. 1410-1475) en Geertgen tot Sint Jans (actief van ca. 1475 tot ca. 1495) werd het werk vroeger in het einde van de 15e eeuw geplaatst. De Duitse kunsthistoricus Max Friedländer omschreef het als 'a rather early work' van Bosch. Volgens Charles de Tolnay is het mogelijk gebaseerd op een verloren gegaan werk van de Meester van Flémalle of miniaturen uit het begin van de 15e eeuw. Ook denkt hij dat de schilder de stal opzettelijk vergrootte om de voorstelling in de voorgrond meer eenheid te geven. Omdat Jheronimus Bosch dit schema ook toepaste in het middenpaneel van het Driekoningen-drieluik in het Prado in Madrid, zag men in de Aanbidding der koningen in Philadelphia een prototype van dit werk.

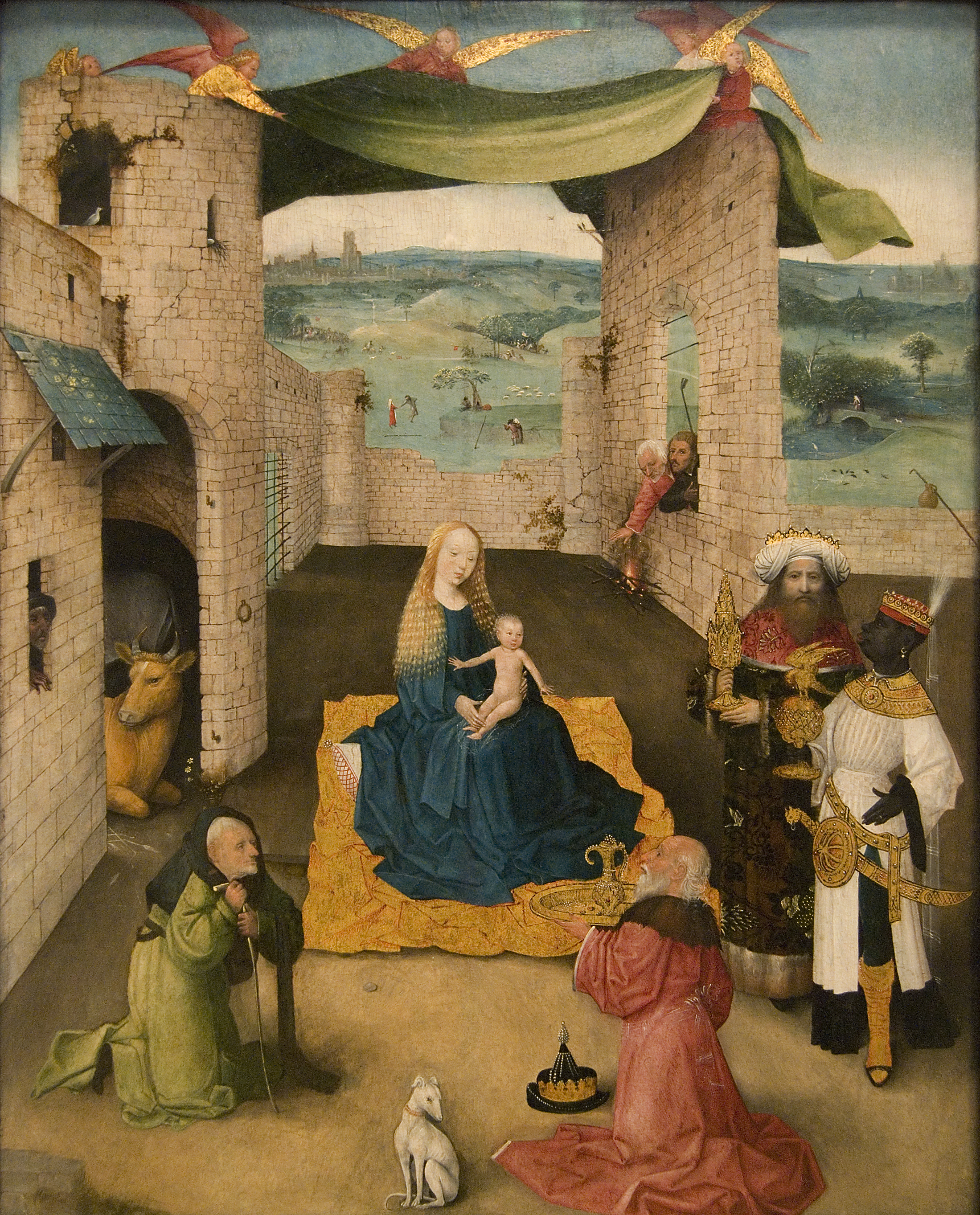
Omgeving van Jheronimus Bosch. Aanbidding der koningen. Ca. 1474 of later. New York, Metropolitan Museum of Art.

Dendrochronologisch onderzoek heeft echter aangetoond dat het paneel waarschijnlijk pas rond 1499 of later beschilderd is. Dit betekent dat het geen jeugdwerk kan zijn en dus ook niet door Bosch zelf geschilderd is. Daarnaast bracht de groep Antwerpse maniëristen omstreeks 1500 talloze Aanbiddingen der koningen voort. Koldeweij, Vandenbroeck en Vermet noemen het in de tentoonstellingscatalogus van de Bosch-tentoonstelling van 2001 'een pastiche in Bosch’ (?) vroege stijl'. Door de overeenkomst met het Driekoningen-drieluik is het volgens hen waarschijnlijk wel in Bosch’ omgeving ontstaan, wat een aanwijzing is voor het bestaan van een atelier.

## Herkomst
Het werk is afkomstig uit de verzameling van Edward Law, 1e graaf van Ellenborough. Ellenborough overleed in 1871, maar het werk werd pas op 3 april 1914 geveild op de veiling ‘The property of Edward first Earl of Ellenborough [...] and others’ bij Christie's in Londen. Het werd voor 2205 pond gekocht door een zekere St. Hensé. Vervolgens kwam het in handen van kunsthandelaar Julius Böhler in München, die het in 1915 verkocht aan de Amerikaanse kunstverzamelaar John G. Johnson. Johnson liet zijn hele verzameling na zijn dood in april 1917 na aan de stad Philadelphia. Het lukte de stad echter pas in 1931 om de verzameling middeleeuwse kunst permanent aan het publiek te laten zien.

## Tentoonstelling
De aanbidding der koningen is op de volgende tentoonstelling te zien geweest:
- The Worcester-Philadelphia exhibition of Flemish Painting, 23 februari-12 maart 1939, Worcester Art Museum, Worcester (Massachusetts) (als Jheronimus Bosch).